# Briefmarken-Jahrgang 1944 der Deutschen Reichspost
Der Briefmarken-Jahrgang 1944 der Deutschen Reichspost umfasste 42 Sondermarken, die alle mit einem Zuschlag versehen waren. In der Dauermarkenserie Reichskanzler Adolf Hitler erschien die letzte Marke zu 42 Reichspfennig. Es gibt keine verlässlichen Angaben zu der Auflagenhöhe der Briefmarken. Kriegsbedingt entschloss sich das Reichspostministerium, dass alle Briefmarken bis auf weiteres ihre Gültigkeit behalten. Somit waren die Briefmarken bis zur Kapitulation im Mai 1945 gültig. Für diesen Jahrgang ist die Verwendung eines Sammlerausweises für den Sondermarkenbezug nachgewiesen.
Während die Landesbezeichnung bisher Deutsches Reich war, trugen alle Briefmarkenneuausgaben die Bezeichnung Großdeutsches Reich mit Ausnahme der Michel-Nummern 888 bis 893, da diese Motive bereits in den Sätzen des Kameradschaftsblocks 1939 und 1941 in anderen Werten und Farben, ausgegeben worden waren.

## Liste der Ausgaben und Motive
Legende
- Bild: Eine bearbeitete Abbildung der genannten Marke. Das Verhältnis der Größe der Briefmarken zueinander ist in diesem Artikel annähernd maßstabsgerecht dargestellt. Sollten keine Marken abgebildet sein, liegt es daran, dass das Urheberrecht des Künstlers noch nicht erloschen ist.
- Beschreibung: Eine Kurzbeschreibung des Motivs und/oder des Ausgabegrundes. Bei ausgegebenen Serien oder Blocks werden die zusammengehörigen Beschreibungen mit einer Markierung versehen eingerückt.
- Wert: Der Frankaturwert der einzelnen Marke in Pfennig. Ein „+“ bedeutet, dass es sich um eine Zuschlagsmarke handelt (= Frankaturwert + Spende).
- Ausgabedatum: Das Datum des erstmaligen Verkaufs dieser Briefmarke.
- Auflage: Soweit bekannt, wird hier die zum Verkauf angebotene Anzahl dieser Ausgabe angegeben.
- Entwurf: Soweit bekannt, wird hier angegeben, von wem der Entwurf dieser Marke stammt.
- Mi.-Nr.: Diese Briefmarke wird im Michel-Katalog unter der entsprechenden Nummer gelistet.

| Sondermarken |                                                                                            |                  |                       |         |                                       |       |
| Bild         | Beschreibung                                                                               | Werte in Pfennig | Ausgabe- datum (1944) | Auflage | Entwurf                               | MiNr. |
|              | 100. Geburtstag von Robert Koch (1843–1910) Mediziner und Mikrobiologe                     | 12+38            | 25. Januar            |         | Ernst Rudolf Vogenauer                | 864   |
|              | 11. Jahrestag der Machtergreifung von Adolf Hitler (1889–1945) Diktator des Dritten Reichs | 54+96            | 29. Januar            |         | Gottfried Klein                       | 865   |
|              | 25 Jahre Deutscher Flugpostdienst - Focke-Wulf Fw 200                                      | 6+4              | 11. Februar           |         | Erich Meerwald                        | 866   |
|              | - Blohm & Voss Ha 139                                                                      | 12+8             | 11. Februar           |         | Ernst Rudolf Vogenauer                | 867   |
|              | - Junkers Ju 90                                                                            | 42+108           | 11. Februar           |         | Ernst Rudolf Vogenauer                | 868   |
|              | 10 Jahre Hilfswerk Mutter und Kind - Säuglingskrippe                                       | 3+2              | 2. März               |         | Werner und Maria von Axster-Heudtlass | 869   |
|              | - Gemeindeschwester bei einem Familienbesuch                                               | 6+4              | 2. März               |         | Werner und Maria von Axster-Heudtlass | 870   |
|              | - Arzt bei der Untersuchung eines Kleinkindes                                              | 12+8             | 2. März               |         | Werner und Maria von Axster-Heudtlass | 871   |
|              | - Müttererholungsheim                                                                      | 15+10            | 2. März               |         | Werner und Maria von Axster-Heudtlass | 872   |
|              | Heldengedenktag - Sturmboot                                                                | 3+2              | 11. März              |         | O. Anton                              | 873   |
|              | - Kettenkrad                                                                               | 4+3              | 11. März              |         | O. Anton                              | 874   |
|              | - Fallschirmjäger                                                                          | 5+3              | 11. März              |         | O. Anton                              | 875   |
|              | - U-Boot-Kommandant am Sehrohr                                                             | 6+4              | 11. März              |         | O. Anton                              | 876   |
|              | - Granatwerfer                                                                             | 8+4              | 11. März              |         | O. Anton                              | 877   |
|              | - Flugabwehr-Suchscheinwerfer                                                              | 10+5             | 11. März              |         | O. Anton                              | 878   |
|              | - Maschinengewehr-Schützen                                                                 | 12+6             | 11. März              |         | O. Anton                              | 879   |
|              | - Sturmgeschütz                                                                            | 15+10            | 11. März              |         | O. Anton                              | 880   |
|              | - Schnellboot S26-29                                                                       | 16+10            | 11. März              |         | O. Anton                              | 881   |
|              | - Arado Ar 196                                                                             | 20+10            | 11. März              |         | O. Anton                              | 882   |
|              | - Eisenbahngeschütz                                                                        | 24+10            | 11. März              |         | O. Anton                              | 883   |
|              | - Nebelwerfer                                                                              | 25+15            | 11. März              |         | O. Anton                              | 884   |
|              | - Gebirgsjäger                                                                             | 30+20            | 11. März              |         | O. Anton                              | 885   |
|              | 1200 Jahre Fulda Statue im Schlossgarten, im Hintergrund Dom, Michaelskirche und Orangerie | 12+38            | 11. März              |         | F. Wolff                              | 886   |
|              | 55. Geburtstag von Adolf Hitler                                                            | 54+96            | 14. April             |         | Gottfried Klein                       | 887   |
|              | Kameradschaftsblock der Deutschen Reichspost - Briefträgerin                               | 6+9              | Mai                   |         | Werner und Maria von Axster-Heudtlass | 888   |
|              | - Postkutsche                                                                              | 8+12             | Mai                   |         | Werner und Maria von Axster-Heudtlass | 889   |
|              | - Feldpost im Osten                                                                        | 12+18            | Mai                   |         | Werner und Maria von Axster-Heudtlass | 890   |
|              | - Geländefahrer                                                                            | 16+24            | Mai                   |         | Werner und Maria von Axster-Heudtlass | 891   |
|              | - Postschutz                                                                               | 20+30            | Mai                   |         | Werner und Maria von Axster-Heudtlass | 892   |
|              | - 100 Segelflugwerkstätten                                                                 | 24+36            | Mai                   |         | Werner und Maria von Axster-Heudtlass | 893   |
|              | Ausstellung des Arbeitsdienstes - Mädchen des Arbeitsdienstes mit Rechen                   | 6+4              | Juni                  |         | René Ahrlé                            | 894   |
|              | - Junger Mann des Arbeitsdienstes mit Spaten                                               | 12+8             | Juni                  |         | René Ahrlé                            | 895   |
|              | 400 Jahre Albertus-Universität in Königsberg Herzog Albrecht mit Schwert und Wappen        | 6+4              | 2. Juli               |         | Marten                                | 896   |
|              | 7. Tiroler Landesschiessen - Tiroler Landschütze und Soldat                                | 8+4              | 2. Juli               |         | L. Alton                              | 897   |
|              | - Tiroler Landschütze und Soldat                                                           | 12+8             | 2. Juli               |         | L. Alton                              | 898   |
|              | 11. Rennen um das Braune Band von München Riem Stute und Fohlen                            | 42+108           | 23. Juli              |         | Richard Klein                         | 899   |
|              | Rennen um den Großen Preis von Wien 1944 - Pferdekopf im Siegerkranz                       | 6+4              | August                |         | H. Frank                              | 900   |
|              | - Pferdekopf im Siegerkranz                                                                | 12+88            | August                |         | H. Frank                              | 901   |
|              | Deutsche Gesellschaft für Goldschmiedekunst - Nautilusbecher, Dresden                      | 6+4              | 11. September         |         | Ernst Rudolf Vogenauer                | 902   |
|              | - Nautilusbecher, Dresden                                                                  | 12+88            | 11. September         |         | Ernst Rudolf Vogenauer                | 903   |
|              | Tag der Briefmarke Posthorn und Brief                                                      | 6+24             | 2. Oktober            |         | Erich Meerwald                        | 904   |
|              | 21. Jahrestag des Hitlerputsches Adler im Kampf mit 3 Schlangen                            | 12+8             | 9. November           |         | Karl Diebitsch                        | 906   |
| Dauermarken  |                                                                                            |                  |                       |         |                                       |       |
| Bild         | Beschreibung                                                                               | Werte in Pfennig | Ausgabe- datum (1944) | Auflage | Entwurf                               | MiNr. |
|              | Dauerserie Adolf Hitler Porträt Hitlers mit Inschrift »GROSSDEUTSCHES REICH«               | 42               |                       |         | Richard Klein                         | A795  |
| Ganzsachen   |                                                                                            |                  |                       |         |                                       |       |
| Bild         | Beschreibung                                                                               | Werte in Pfennig | Ausgabe- datum (1944) | Auflage | Entwurf                               | MiNr. |
|              | Sonderkarte für die deutsche Goldschmiedekunst                                             | 6 + 4            | 11. September         |         | unbekannt                             | P 297 |
|              | Hitler-Dauerserie mit Postleitzahlkreisen                                                  | 5                |                       |         | unbekannt                             | P 313 |
|              | Hitler-Dauerserie mit Postleitzahlkreisen                                                  | 6                |                       |         | unbekannt                             | P 314 |